# أرتور فريمان
أرتور فريمان (بالإنجليزية: Arturo Freeman)‏ هو لاعب كرة قدم أمريكية أمريكي، ولد في 27 أكتوبر 1976 في أورانجبورغ في الولايات المتحدة.

## وصلات خارجية
- أرتور فريمان على موقع مرجع كرة القدم المحترفة.كوم (الإنجليزية)